# 網谷由香利
網谷 由香利（あみや ゆかり、1961年 - ）は、日本の心理療法家。臨床心理士。

## 略歴
北海道生まれ。日本女子大学文学部児童学科卒業。聖徳大学大学院児童学研究科臨床心理学コース修士課程修了。東洋英和女学院大学大学院人間科学研究科人間科学専攻博士後期課程修了。2009年に「心理療法を通して生じる子どもイメージ 「傷ついた治療者」の機能をめぐる分析心理学的一考察」で博士（人間科学）の学位を取得。佐倉心理療法研究所所長を経て、佐倉心理総合研究所理事長を務める。

## 著書
- 『不登校・心の病を治す 子どもの問題をカウンセリングで解決した実例集』第三文明社 2006
- 『こころの病が治る親子の心理療法』第三文明社 2009
- 『子どものこころが傷つくとき 心理療法の現場から』第三文明社 2010
- 『子どもイメージと心理療法』論創社 2010
- 『子どもの「こころの叫び」を聴いて! 笑顔を取り戻すための処方箋』第三文明社 2012
- 『あんぐりぃあかちゃん』あみやゆかり 文, もりかずひろ絵. 論創社 2013
- 『「0歳児保育」は国を滅ぼす』論創社 2016

### 共著
- 『こころの傷が治った カウンセリングの現場から』織田尚生共著 第三文明社 2003